# Dendrolagus spadix
Dendrolagus spadix là một loài động vật có vú trong họ Macropodidae, bộ Hai răng cửa. Loài này được Troughton & Le Souef mô tả năm 1936.